# Baile de los cuarenta y uno

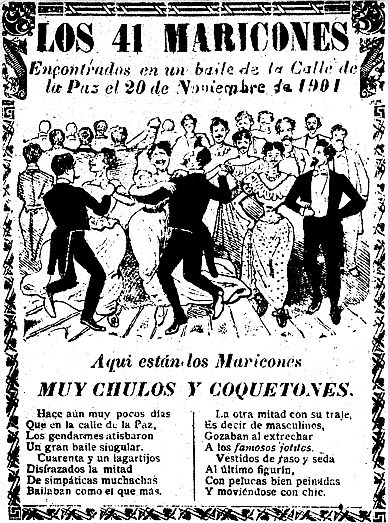
Periódico Hoja Suelta publicado en 1901 a raíz del Baile de los 41, con una viñeta satírica de José Guadalupe Posada.

El «baile de los cuarenta y uno» fue una redada policial realizada el 18 de noviembre de 1901, durante el régimen del presidente Porfirio Díaz. Ocurrió en la colonia Tabacalera de la Ciudad de México, contra un baile de hombres que se estaba realizando en la calle La Paz, de los cuales 21 estaban vestidos de hombres y 21 de mujeres. Participaron 42 hombres en aquel baile, pero solo fueron arrestados 41, de aquí proviene el nombre. La prensa mexicana convirtió en un escándalo el hecho, pese a que el gobierno de entonces se esforzó en ocultar el asunto, puesto que los detenidos pertenecían a la clase alta de la sociedad porfiriana, incluyendo a Ignacio de la Torre y Mier, yerno del entonces presidente, y fue uno de los escándalos más sonados de comienzos del siglo XX.
En noviembre de 2020 se estrenó una película sobre el evento, El baile de los 41.

## Hechos
En el México de finales del siglo XIX y principios del XX, la realización de bailes donde concurrían solo hombres o solo mujeres se hacía con frecuencia, aunque de manera clandestina debido a la discriminación y la condena pública hacia la diversidad sexual de la época. Diversas fuentes citan la realización de fiestas y eventos públicos como desfiles con hombres y mujeres travestidas, aunque se justificaban como fiestas de disfraces. Igualmente era costumbre que los hijos de la clase alta de la ciudad pasearan por la calle de Plateros (hoy Madero) en su ropa a la última moda y fuesen conocidos como «pollos» o «lagartijos» (palabras despectivas para «dandi»), los cuales eran comúnmente asociados con el ocio, la vanidad o la holgazanería, y eran hostigados por la policía por afeminados.
Los presuntos organizadores de la fiesta habrían sido el yerno del entonces presidente Porfirio Díaz, Ignacio de la Torre y Mier —apodado como El yerno de la nación por su matrimonio con Amada Díaz— y Antonio Adalid, apodado Toña la Mamonera, ahijado de Maximiliano I de México y Carlota de México; otras fuentes citan al periodista Jesús «Chucho» Rábago y al hacendado Alejandro Redo. La fiesta comenzó la noche del 17 de noviembre de manera secreta en una casa alquilada para ese fin, en los que eran los límites de la ciudad por entonces, en la colonia Tabacalera. Las fuentes citan la cuarta calle de la Paz (actual Ezequiel Montes o Jesús Carranza) en la colonia Tabacalera, en donde se habían dado cita los invitados en diversos carruajes. La fiesta incluía, entre otras cosas, la "rifa del Pepito" o el efebo, es decir, un concurso donde el premio sería estar con un prostituto.
Hacia las tres de la madrugada del 18 de noviembre, la policía allanó la casa luego de que un trasvesti les abriera la puerta. Así lo consignó una nota periodística de la época: 

La noche del domingo fue sorprendido por la policía, en una casa accesoria de la 4.ª calle de la Paz, un baile que 41 hombres solos verificaban vestidos de mujer. Entre algunos de esos individuos fueron reconocidos los pollos que diariamente se ven pasar por Plateros. Estos vestían elegantísimos trajes de señoras, llevaban pelucas, pechos postizos, aretes, choclos bordados y en las caras tenían pintadas grandes ojeras y chapas de color. Al saberse la noticia en los boulevares, se han dado toda clase de comentarios y se censura la conducta de dichos individuos. No damos a nuestros lectores más detalles por ser en sumo grado asquerosos.
Nota informativa de la época

Enseguida, se extendió el rumor de que en realidad serían 42 los detenidos, siendo el número 42 Ignacio de la Torre y Mier, al que se le habría permitido la fuga, la cual ocurrió por las azoteas de las casas colindantes. Los vestidos de hombre fueron conducidos al cuartel del batallón 24 de la policía, en tanto los de mujer fueron conducidos al cuartel de la policía montada. El primer castigo arbitrario dado por la policía para todos los detenidos fue barrer la calle fuera de los cuarteles a donde fueron enviados, aún con los vestidos de la fiesta. Contrario a las costumbres de la época y debido al secretismo que requirió el caso al saberse la participación de De la Torre y el posible impacto en la familia presidencial y en las familias de clase alta asociados a ella, se ejerció censura periodística y los detenidos no fueron mostrados a la prensa, y solo se supieron los nombres, además de De la Torre y Adalid, de Jesús Solórzano, Jacinto Luna y Carlos Zozaya. Personas homónimas, tanto de los nombres publicados, como de los que se conocieron por rumores, enviaron aclaraciones a los periódicos para no ser relacionados con la redada.

## Consecuencias

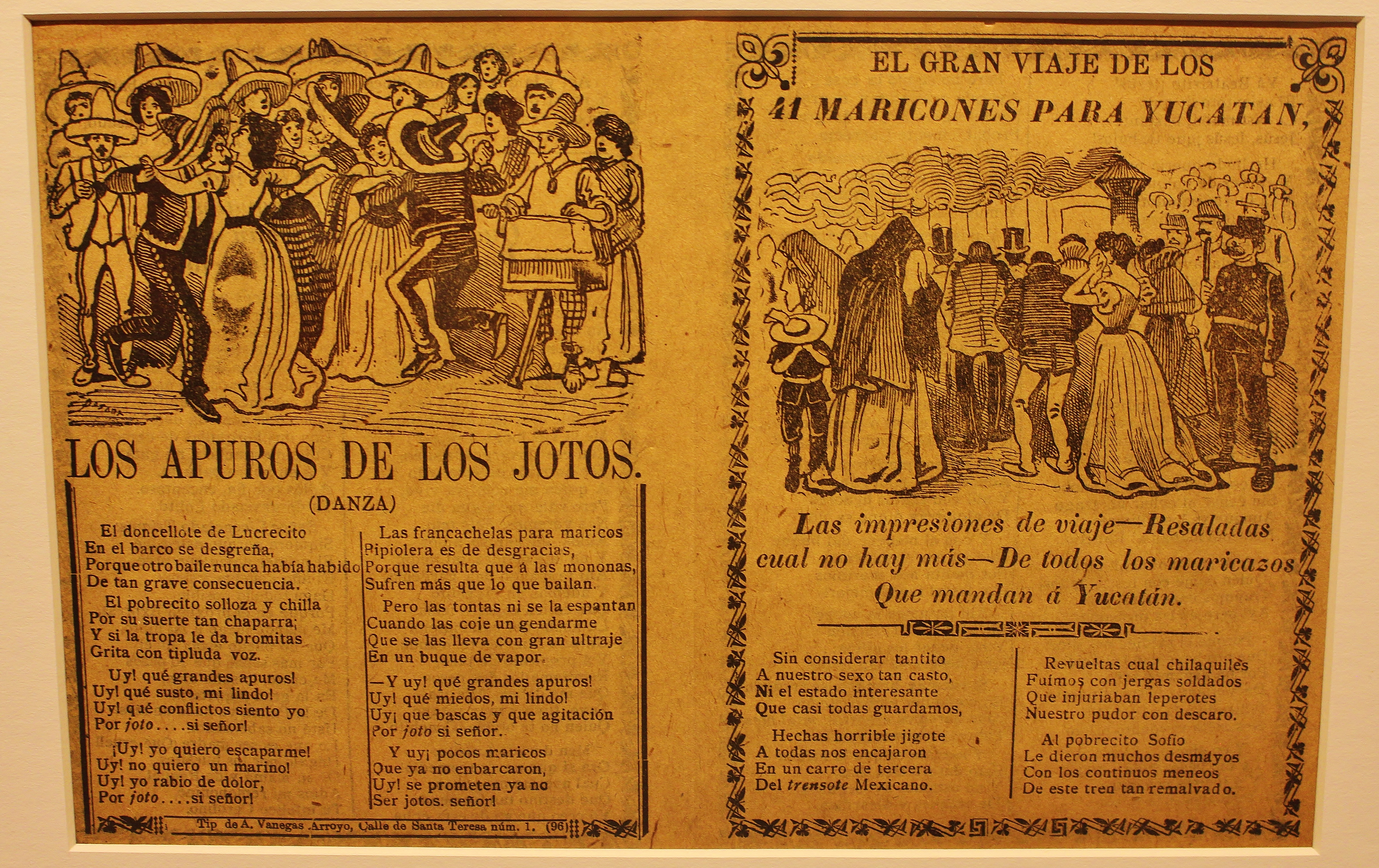
Hojas volantes grabadas por Posada contando el desenlace de la redada.

Desde los días posteriores a la redada, esta fue señalada por ilegal y arbitraria, violándose los derechos humanos y civiles de los agraviados. Se argumentó para el allanamiento que la fiesta no contaba con permiso para la realización de fiestas y reuniones privadas, pero las disposiciones de la época solo lo requerían para las celebraciones públicas. Asimismo, la homosexualidad en sí no estaba sancionada por las leyes, pero en este caso se usó una muy amplia interpretación del vigente Código Penal de 1871, en el cual se punían delitos contra la moral y las buenas costumbres. En ninguna disposición jurídica vigente se menciona como posible pena la que sería dada a los detenidos, aunque era usual para los enemigos del régimen porfirista. A las cinco y media de la mañana, sin un proceso o juicio previo, partieron en trenes del ejército desde la estación de Buenavista hacia Veracruz, solo 19 —el periódico El País informó de 12— de los 41 detenidos a realizar trabajos forzados al puerto de Progreso, Yucatán. 

Los vagos, rateros y afeminados que han sido enviados a Yucatán, no han sido consignados a los batallones del Ejército que operan en la campaña contra los indios mayas, sino a las obras públicas en las poblaciones conquistadas al enemigo común de la civilización.
El Popular, 25 de noviembre de 1901.

La prensa de la época destacó que los detenidos trasladados a Yucatán fueron invitados de la fiesta, pero pobres y sin dinero para corromper la justicia y salir libres, como probablemente lo hizo el resto. Según El Hijo del Ahuizote del 21 de noviembre de 1901:

Dice la canción que en el pobre es borrachera y en el rico alegría, cuando se trata de trompetas, y en este caso, en el pobre es cochinada y en el rico refinamiento de coquetería y de buen tono. Si el gobernador violó la ley con aplauso general, debió haber jalado parejo, para que más se le hubiera agradecido, no que dejó la semilla y arrojó las hojitas de la mata. Ahora ya no puede andar en la calle acompañado de un amigo, porque luego lo tratan del Club de los 41.
El Hijo del Ahuizote.

Ahí serían forzados a alistarse al Ejército mexicano, medida ante la cual quisieron realizar juicio de amparo algunos de los detenidos sin éxito. Por esa razón, casi un siglo después fueron conocidos algunos nombres de los detenidos: Pascual Barrón, Felipe Martínez, Joaquín Moreno, Alejandro Pérez, Raúl Sevilla, Juan B. Sandoval y Jesús Solórzano. Se desconoce el destino final de las personas castigadas y cuanto duró su cautiverio, aunque Salvador Novo comentó que probablemente fue Chetumal.
Pese al impacto de los hechos, reportes periodísticos hablan de que las reuniones y fiestas incluso de algunos de los presentes en esta redada, siguieron ocurriendo en sitios como los baños públicos.

## Impacto social

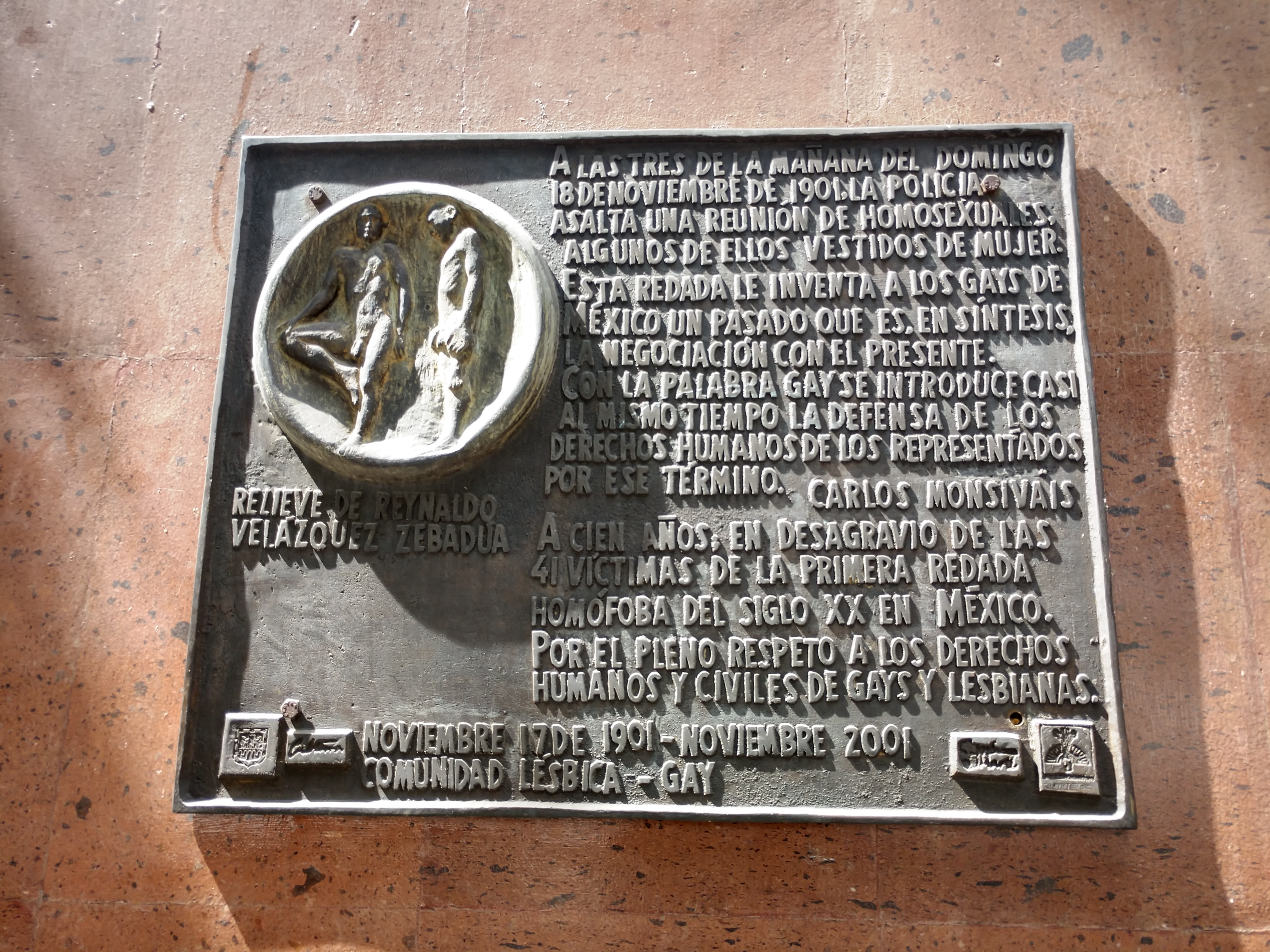
Placa conmemorativa del baile develada en 2001 por la comunidad LGBTI+ de la Ciudad de México. Centro Cultural José Martí.

El caso recibió un fuerte escarnio social en los medios de comunicación de la época, incluso en aquellos que eran opositores al régimen. A pesar de la censura ejercida desde el gobierno de este, medios satíricos, como El Hijo del Ahuizote, publicarían materiales que fueron del conocimiento popular, y el tema sería vigente en todas las clases sociales, a pesar de que las fiestas de este tipo eran relativamente comunes y bien conocidas. No solo se criticó el hecho en sí, debido al conservadurismo público y a la homofobia prevaleciente en la época, sino el baile se usó para asociar con la «depravación» y el «vicio» con la aristocracia porfiriana, al estar involucrado De la Torre y Mier y personas allegadas. Este personaje falleció en 1918.
Diez años después, estallaría la Revolución mexicana y se depondría a Porfirio Díaz. El antecedente del Baile de los 41 permitió además en lo sucesivo se hicieran redadas continuas, chantajes policíacos, torturas, palizas, envíos a la cárcel y al penal de las Islas Marías, con la simple mención de «ataque a la moral y las buenas costumbres» con anuencia y tolerancia social debido a los prejuicios de la homofobia en la sociedad mexicana.
El número 41 o 42 pasó a formar parte de la cultura popular mexicana para referirse de manera velada a los homosexuales, en el caso del 42 a los homosexuales pasivos. El hecho y los números se ampliaron a través de la prensa, pero también por medio de grabados, sátiras, obras de teatro, literatura, pintura e incluso hasta los días de la televisión, como es el caso de la telenovela histórica El vuelo del águila emitida por Televisa en 1994. 
En 1906, bajo el seudónimo Fecundo, se publicó el libro Los cuarenta y uno. Novela crítico-social, que fue reeditada en 2010. Esta novela, pese a su virulento tono homofóbico, trató por primera vez en la literatura mexicana de forma principal un asunto homosexual, por lo que está considerada un precedente de la literatura homosexual en México, ya que trató sobre un asunto considerado, hasta entonces, tabú. 
También son famosos los grabados de José Guadalupe Posada, que se publicaron acompañados de varias rimas:

Hace aún muy pocos días
Que en la calle de la Paz,
Los gendarmes atisbaron
Un gran baile singular.
Cuarenta y un lagartijos
Disfrazados la mitad
De simpáticas muchachas
Bailaban como el que más.
La otra mitad con su traje,
Es decir de masculinos,
Gozaban al estrechar
A los famosos jotitos.
Vestidos de raso y seda
Al último figurín,
Con pelucas bien peinadas
Y moviéndose con chic.
Anónimo.

La homosexualidad llegó tan lejos con el número 41 que su mención pasó a ser tabú, como escribió el escritor militar Francisco L. Urquizo:

En México el número 41 no tiene ninguna validez y es ofensivo para los mexicanos [...] La influencia de esa tradición es tal que hasta en lo oficial se pasa por alto el número 41. No hay en el ejército División, Regimiento o Batallón que lleve el número 41. Llegan hasta el 40 y de ahí se salta al 42. No hay nómina que tenga renglón 41. No hay en las nomenclaturas municipales casas que ostenten el número 41. Si acaso y no hay remedio, el 40 bis. No hay cuarto de hotel o de sanatorio que tenga el número 41. Nadie cumple 41 años, de los 40 se salta hasta los 42. No hay automóvil que lleve placa 41, ni policía o agente que acepte ese guarismo
Francisco L. Urquizo.

Carlos Monsiváis dijo sobre el hecho que «inventó la homosexualidad en México», al colocar en público por vez primera el tema en un ambiente fuertemente conservador.
Algunos bares gay han usado el 41 como nombre para discotecas, bares y asociaciones como forma de lucha contra el estigma. En 2001, la comunidad LGBTIQ+ de la Ciudad de México colocó una placa como forma de desagravio al hecho en el Centro Cultural José Martí.
El sábado 29 de junio de 2019, se llevó a cabo la edición número 41 de la marcha del orgullo LGBTIQ+ de la Ciudad de México con el tema "Orgullo 41: Ser es resistir" conmemorando el incidente de 1901.

### Película
El largometraje El baile de los 41  es una narración ficticia de los acontecimientos que rodearon la danza, centrándose en Ignacio de la Torre. Dado que hay poca evidencia histórica de los eventos, incluidos los asistentes, la película tiene una licencia artística significativa. Se estrenó en noviembre de 2020 en el Festival Internacional de Cine de Morelia. La película fue dirigida por David Pablos, escrita por Monika Revilla, producida por Pablo Cruz y protagonizada por Alfonso Herrera como Ignacio de la Torre y Mier.